# Maunabo
Maunabo é um município de Porto Rico, situado na região sudeste da ilha. Tem 53,58 km² de área e sua população em 2010 foi estimada em 12.225 habitantes. Limita com os municípios de Yabucoa e Patillas, e com o Mar do Caribe.